# Puig Moixer
El Puig Moixer és una muntanya de 973,5 m alt del límit dels termes comunal de Sant Llorenç de Cerdans, de la comarca del Vallespir, a la Catalunya del Nord, i municipal de Maçanet de Cabrenys, de la de l'Alt Empordà, a les Comarques gironines.
Es troba a l'extrem sud-est del terme de Sant Llorenç de Cerdans i en el nord-oest de Maçanet de Cabrenys. És al sud del Coll Pregon, a llevant del mas llorencí de la Nantilla.
En aquest puig hi ha la fita transfronterera número 551, on hi ha una fita fronterera grossa, d'obra. En aquest punt el termenal torç cap al nord, cap al Coll Pregon i el Coll del Faig.